# 송지효의 심천연가
"송지효의 심천연가"는 2016년에 개봉한 중국의 영화이다.

## 캐스팅
- 송지효
- 오극군
- 조혁환
- 여량위
- 온벽하
- 진예
- 상간